# Schiller-Denkmal (Berlin)

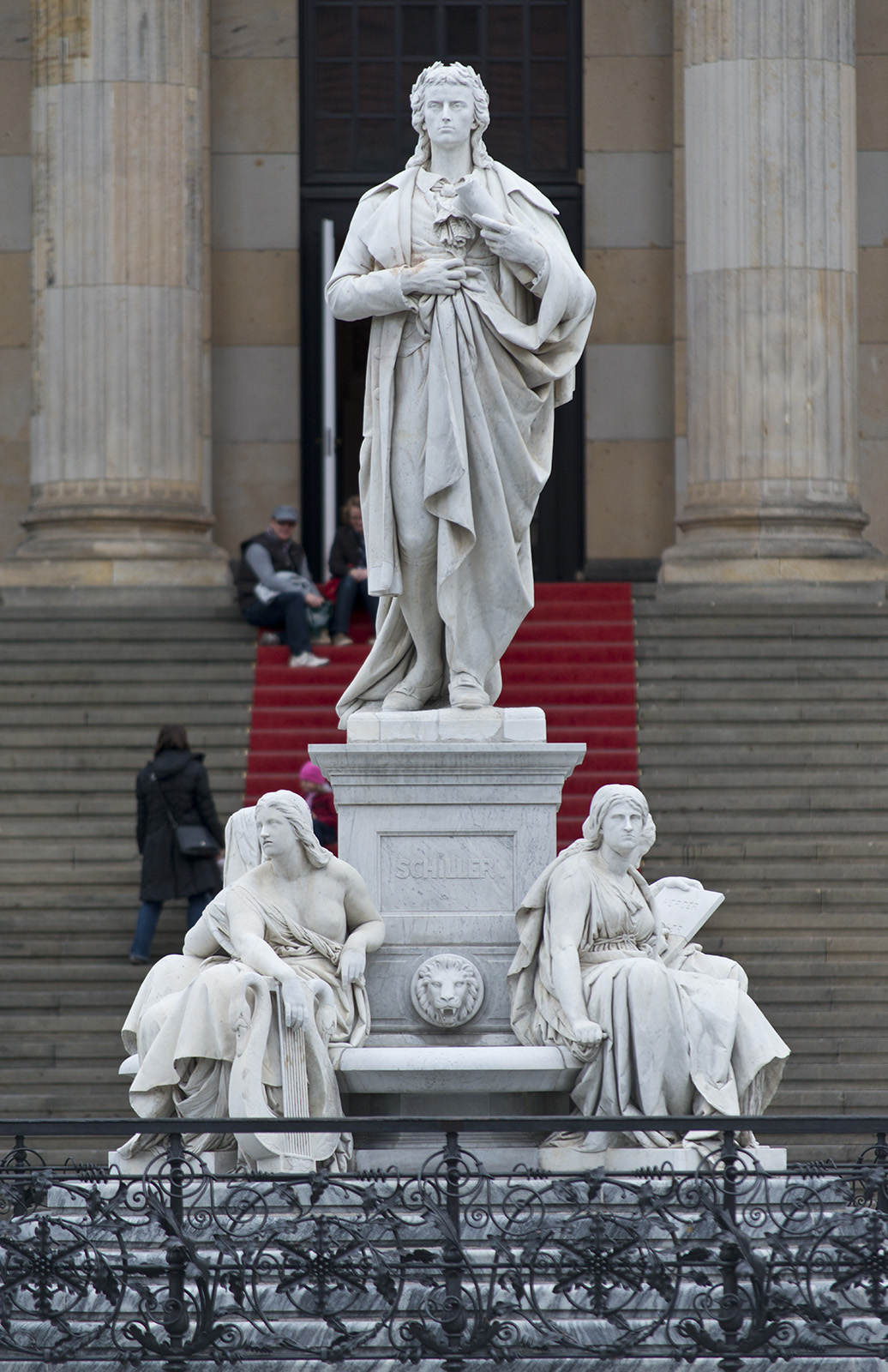
Schiller-Denkmal

Das Schiller-Denkmal auf dem Gendarmenmarkt im Berliner Ortsteil Mitte erinnert an den deutschen Dichter Friedrich Schiller (1759–1805). Geschaffen in den Jahren 1864–1869 von Reinhold Begas im Stil des Neobarock, gehört es zu den Meisterwerken der Berliner Bildhauerschule.

## Beschreibung
Das Denkmal steht an zentraler Stelle auf dem Gendarmenmarkt, vor der breiten Freitreppe zum ehemaligen Königlichen Schauspielhaus von Karl Friedrich Schinkel, das seit 1984 Sitz des Konzerthauses Berlin ist. Die aus weißem Marmor gefertigte Statue des Dichters steht in der Mitte von vier halbrunden Brunnenschalen auf einem Postament von der Grundform eines Würfels. Dieses hat seinen Platz wiederum auf einem sechseckigen erhöhten Podest, zu dem allseits fünf Stufen hinauf führen. Die Figur des Dichters zeigt einen lorbeerbekränzten jungen Mann in selbstbewusster Haltung. Vorbild für den Kopf des Standbildes war die 1794 entstandene Schillerbüste des Bildhauers Johann Heinrich von Dannecker, der mit dem Dichter befreundet war. Der Fuß des Denkmals ist mit Brunnenschalen und mit Löwenköpfen in Form von Wasserspeiern versehen, aus denen seit der öffentlichen Einweihung des Denkmals dünne Wasserstrahlen strömten. Im Jahr 1902 brachte die Stadtverwaltung den Brunnen wieder zum Laufen.
Auf dem Rand der Schalen sind vier allegorische Figuren platziert, mit denen die hauptsächlichen Schaffensgebiete des Dichters symbolisiert werden: links vorn die Lyrik mit einer Schwanenhalsharfe; rechts vorne die Dramatik, ursprünglich mit den Attributen Dolch und Maske versehen, nur die Maske ist noch vorhanden; links hinten die Philosophie, in der Hand eine Schriftrolle mit dem altgriechischen Text „Erkenne Dich selbst“; rechts hinten die Geschichte, auf ihren Schreibtafeln sind neben Schiller die Namen von Lessing, Kant, Goethe und anderen Berühmtheiten verzeichnet. Das Postament trägt neben Inschriften, die auf Schiller verweisen, zwei kleine Flachreliefs; sie zeigen, wie Schiller von den Musen eine Leier erhält und den großen Dichtern früherer Zeiten vorgestellt wird.

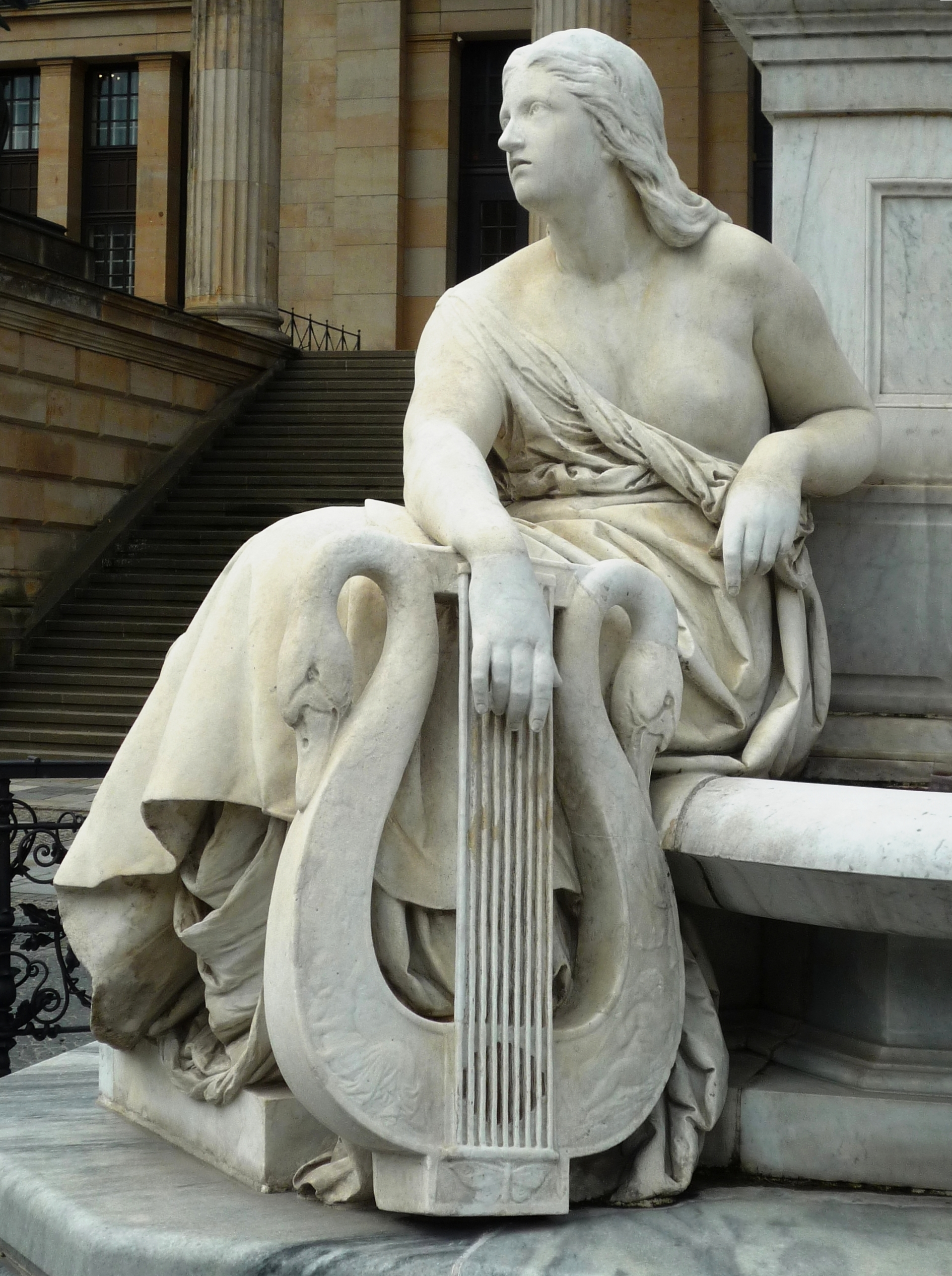
Allegorie der Lyrik
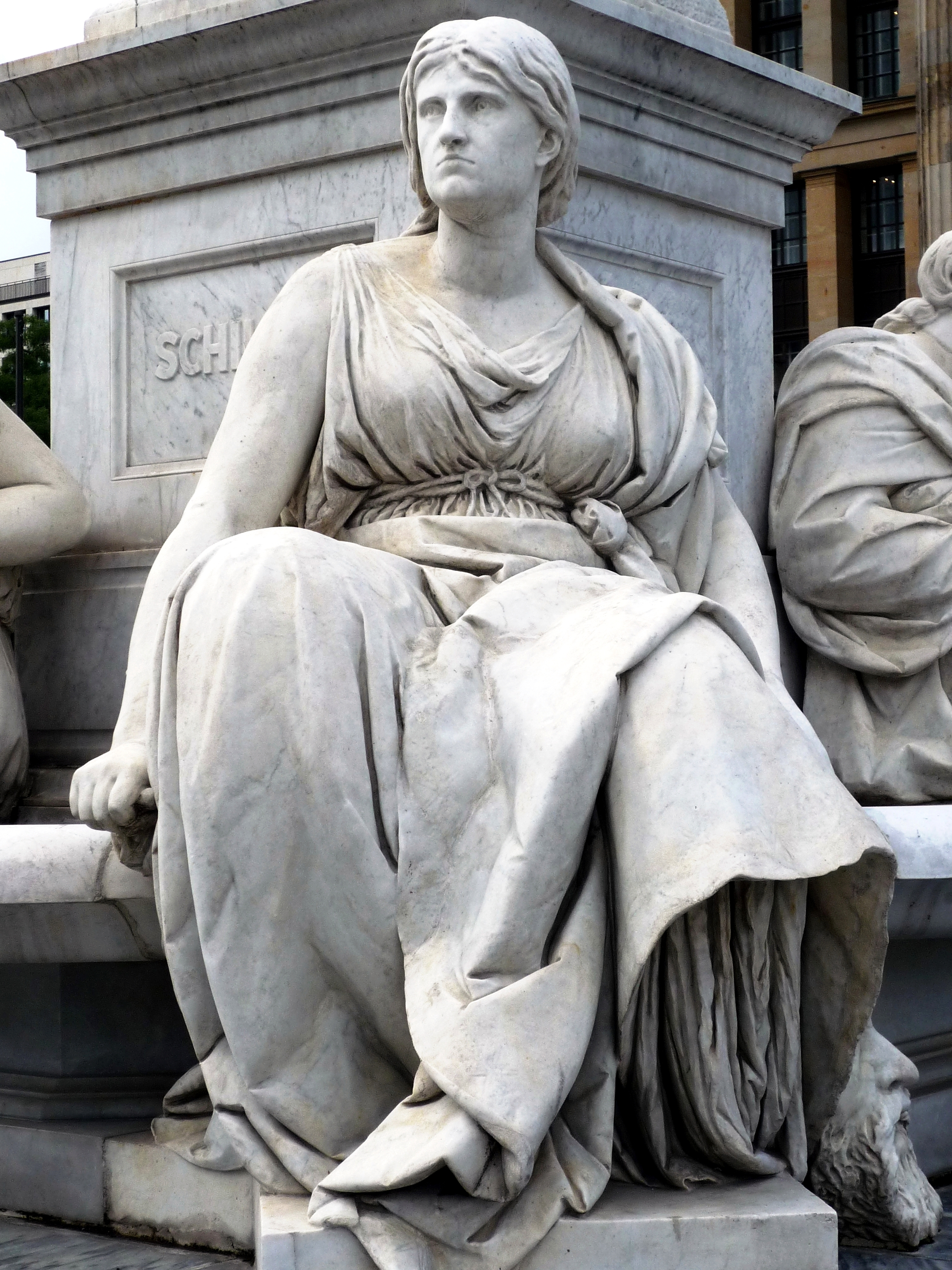
Allegorie der Dramatik
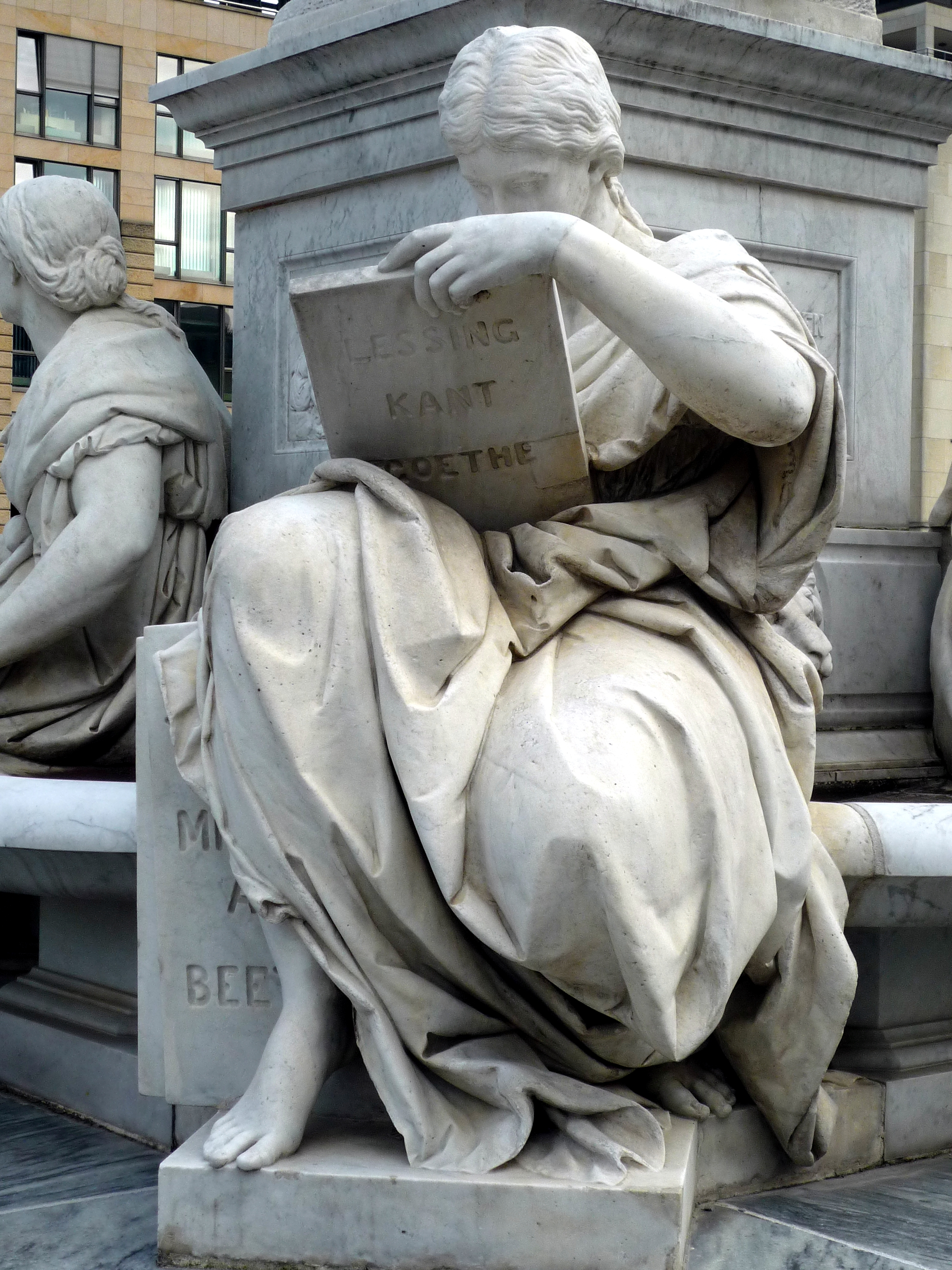
Allegorie der Geschichte
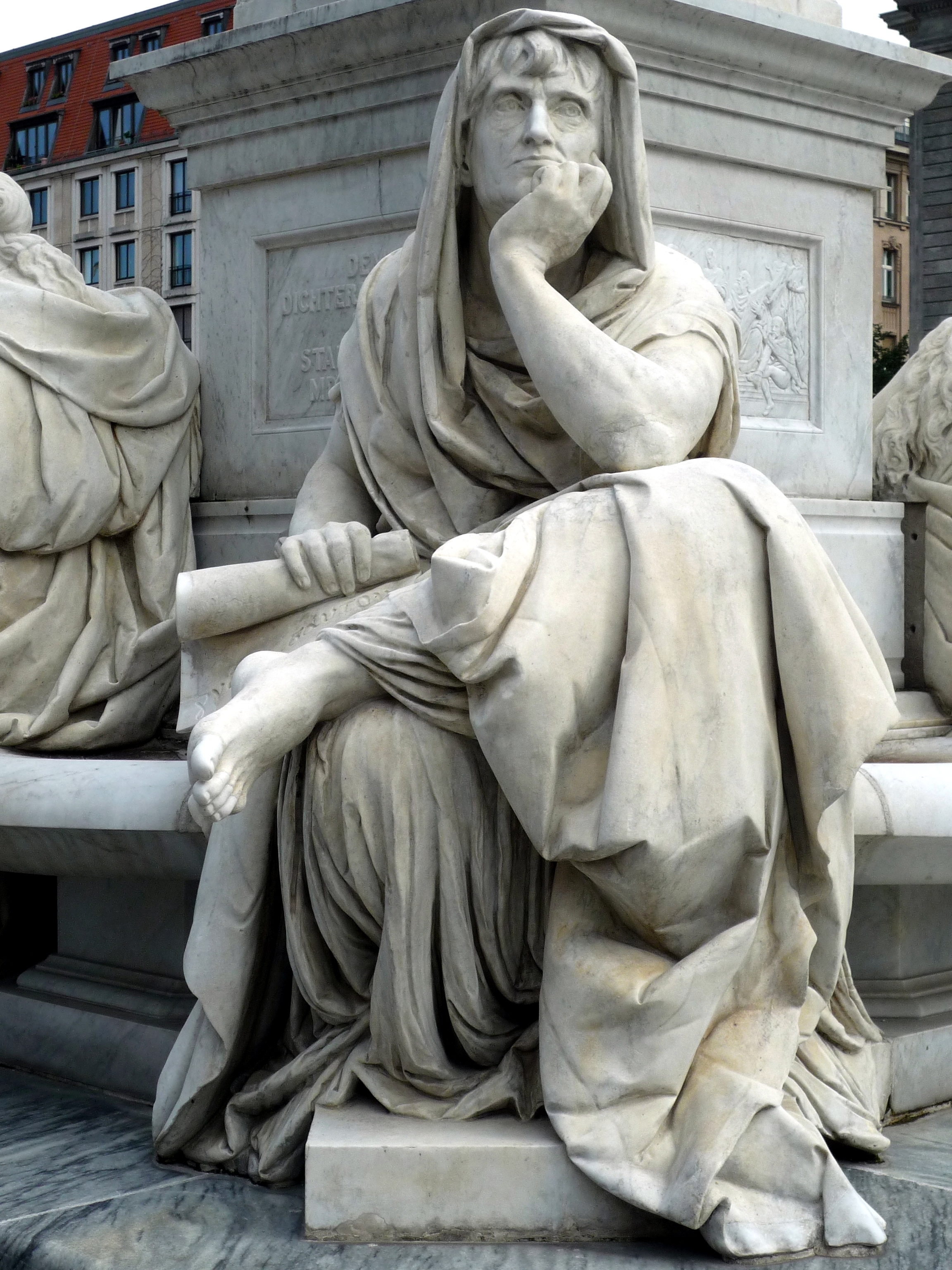
Allegorie der Philosophie

## Geschichte

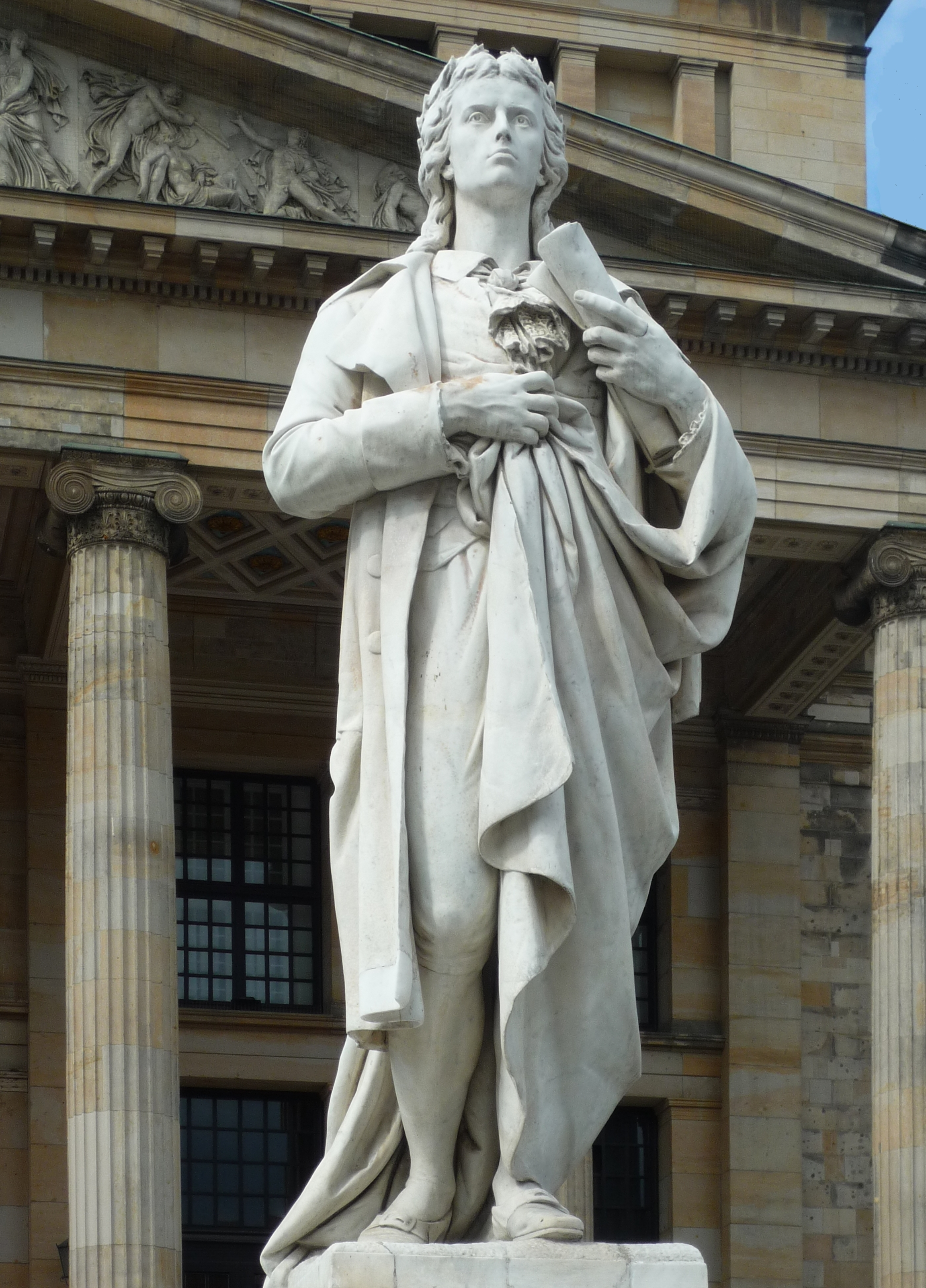
Ansicht der Schiller-Skulptur

### Anlass und Errichtung
In ganz Deutschland waren Feiern zum 100. Geburtstag von Friedrich Schiller (1759–1805) am 10. November 1859 beabsichtigt. Jedoch ließ der Berliner Polizeipräsident Constantin von Zedlitz-Neukirch – elf Jahre nach der Revolution von 1848 – einen dafür geplanten Straßenumzug aus Furcht vor Unruhen verbieten. Andererseits stiftete Prinzregent Wilhelm (der „Kartätschenprinz“ von 1848 und spätere Kaiser Wilhelm I.) 10.000 Taler für ein Schillerdenkmal. Der Magistrat von Berlin stellte ebenfalls 10.000 Taler bereit, eine Sammlung unter der Bevölkerung ergab weitere 12.680 Taler. Die Stadtverordnetenversammlung beschäftigte sich seit Anfang der 1860er Jahre in mehreren Sitzungen mit der Frage, in welcher Form der Dichter gewürdigt werden könne, das Projekt „Plätzeverschönerungsangelegenheit“ für den damals Gensd’armes Markt genannten Platz wurde aus der Taufe gehoben. Hierbei sollten die drei bekanntesten deutschen Dichter – Goethe, Schiller und Lessing – jeweils mit einem Denkmal geehrt werden. Zur Schillerwürdigung gründete sich ein Schiller-Comitée.
Am Tag des Schillerjubiläums fand eine feierliche Grundsteinlegung für das geplante Denkmal vor dem Schauspielhaus statt. Ein Entwurf war zu diesem Zeitpunkt aber noch nicht vorhanden. Der Magistrat von Berlin schrieb erst im Jahr 1861 einen Wettbewerb aus, an dem sich 25 Künstler beteiligten. Eine akademische Jury unter Teilnahme von Adolf Menzel bewertete die Vorschläge einzeln umfassend mittels eines Gutachtens. Die Fertigstellung und feierliche Enthüllung des Monuments war für 1869 vorgesehen, am 110. Geburtstag des Dichters. Anfang 1864 fiel die endgültige Entscheidung – für Reinhold Begas, gegen seinen härtesten Konkurrenten Rudolf Siemering. In Berlin war dies ein erstes bedeutendes Zeichen für den Übergang von spätklassizistischen Stilformen in der Nachfolge Christian Daniel Rauchs zur Formensprache des Neobarock, ablesbar besonders an Begas’ allegorischen Frauengestalten. Für Begas war dieses Denkmal, das er auf Wunsch des Denkmalkomitees noch etwas modifizierte, der erste Großauftrag seiner Karriere. In der Folge erhielt er Aufträge für zahlreiche monumentale Skulpturen. Mit dem Schiller-Denkmal begann Begas’ Aufstieg zu einem prominenten Vertreter der Berliner Bildhauerschule des 19. Jahrhunderts. Für die Arbeit an diesem Werk ließ er in den Jahren 1864–1866 in der Stülerstraße 4 im Berliner Tiergartenviertel ein modernes, hallenartiges Atelier errichten.
Durch den Deutsch-Französischen Krieg 1870/1871 verzögerte sich die geplante Enthüllung, sie fand schließlich am 10. November 1871 statt, also am 112. Geburtstag Schillers. Die Schillerfeiern und entsprechende Anträge eines Friedrich-Wilhelmstädtischen Bezirksvereins führten zum Beschluss der Stadtverordnetenversammlung, die Fläche des Gendarmenmarktes zwischen Jäger- und Taubenstraße fortan (ab Jahresende 1871) als „Schillerplatz“ zu bezeichnen. Die infolge der Aufstellung des Denkmals notwendige verkehrliche und gärtnerische Umgestaltung und eine Erleuchtung des Schillerplatzes wurden im März 1889 beschlossen. Bald gab es Kritik von Berlinern und Besuchern, dass die „Erhaltung der von der Stadt übernommenen Denkmäler doch manches zu wünschen übrig ließ. Insbesondere sei es das Schiller-Denkmal, das in dieser Beziehung vernachlässigt zu sein scheint.“ So wurden mittels einer Summe von rund 155.000 Mark bis zum Jahr 1895 weitere Verschönerungsmaßnahmen des Platzes (unter anderem der Bau von zwei großen Springbrunnenanlagen) und Säuberungen des Denkmals vorgenommen.

### Entfernung und Wiedererrichtung
Während der Zeit des Nationalsozialismus wurde der Gendarmenmarkt zum Aufmarschplatz umgestaltet. Anstelle der gärtnerischen Schmuckanlagen wurden große Trittplatten verlegt, das Schiller-Denkmal sollte im Schillerpark neu aufgestellt werden. Es stürzte jedoch beim Abbau um und wurde massiv beschädigt. In einem aktuellen Zeitungsbericht heißt es dazu: „Insbesondere haben sich bei eingehender Untersuchung die Beschädigungen als derart schwer erwiesen, daß eine dauerhafte haltbare Ausbesserung nicht mehr möglich ist.“ Vor allem war die Fußplatte gebrochen und der Mantel beschädigt, so dass die Statik nicht mehr stimmte. Der Plan für eine Neuaufstellung im Schillerpark musste aufgegeben werden, die Teile wurden vorläufig in einem Schuppen in Treptow untergestellt. Als Wiederauferstehung sollte die Figur in Bronze nachgegossen werden und dann den geplanten Ersatzstandort erhalten. Die Kopie aus Bronze wurde 1941 aus dem Material des abgetragenen Rathenaubrunnens gegossen und im südlichen Teil des Schillerparks im Ortsteil Wedding des heutigen Bezirks Mitte errichtet. (Das Denkmal für Emil und Walther Rathenau, das seit 1930 im Volkspark Rehberge stand, ließen die Nationalsozialisten 1934 aus „weltanschaulichen“ Gründen von seinem Standort entfernen und 1941 einschmelzen.) Der Name Schillerplatz wurde 1936 nach Beseitigung des Denkmals und umfangreichen Umbauarbeiten der Fläche aufgehoben.
Zwischen 1936 und 1984 war das Schiller-Denkmal in seine Einzelteile zerlegt und an verschiedenen Stellen eingelagert. Das restaurierte Marmor-Original der Schillerstatue ohne Treppenpodest und ohne Brunnenunterteil stand seit 1951 im Lietzenseepark, also in den Westsektoren der nach dem Zweiten Weltkrieg geteilten Stadt. Die stark beschädigten allegorischen Figuren des Denkmals waren im Tierpark Friedrichsfelde in Ost-Berlin deponiert. Ein Ost-West-Abkommen zum Kulturaustausch vom 6. Mai 1986 schuf die Voraussetzung für die Zusammenführung aller erhaltenen Einzelteile in Ost-Berlin. Im Dezember 1988 wurde das teils rekonstruierte, teils restaurierte Denkmal am ursprünglichen Ort auf dem Gendarmenmarkt wieder aufgestellt. Seitdem ist es in die Landesdenkmalliste eingetragen. Die Brunnenfunktion wurde dabei jedoch nicht wieder hergestellt. Als im Herbst 2006 der Gendarmenmarkt saniert wurde, war eine umfassende Restaurierung des Schiller-Denkmals unvermeidlich geworden. Das ganze Ensemble musste von Verschmutzung befreit werden, kleine Fehlstellen waren zu ergänzen und Fugen zu verschließen. Das gusseiserne Schmuckgitter wurde entrostet und mit neuem Anstrich versehen.

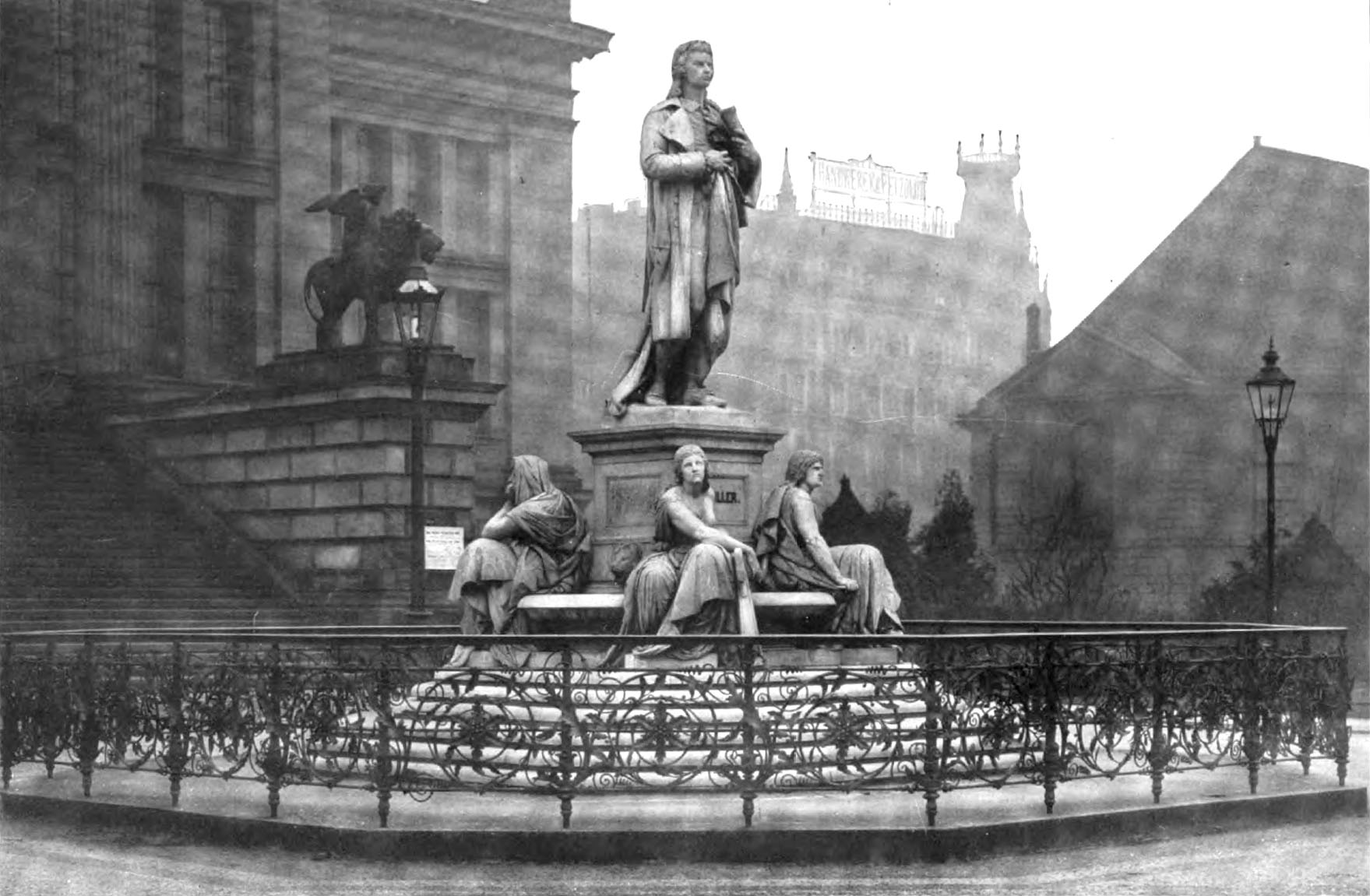
Ansicht, 1920
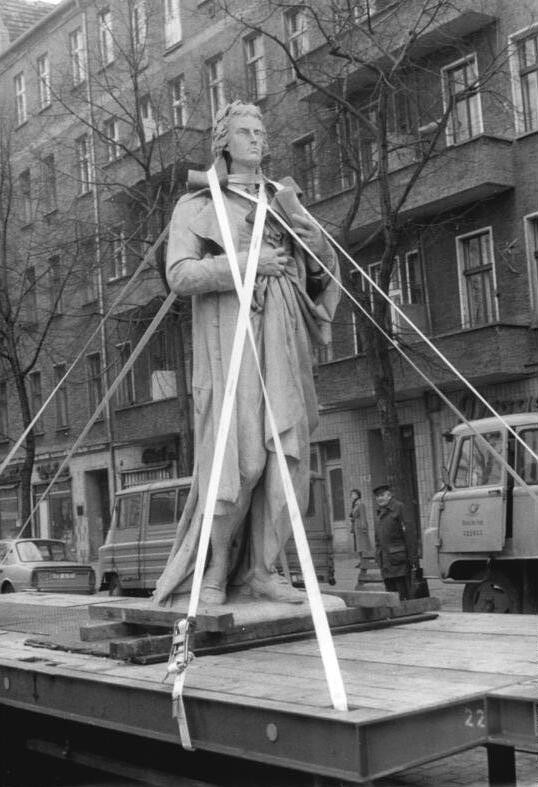
Rückführung, 1986
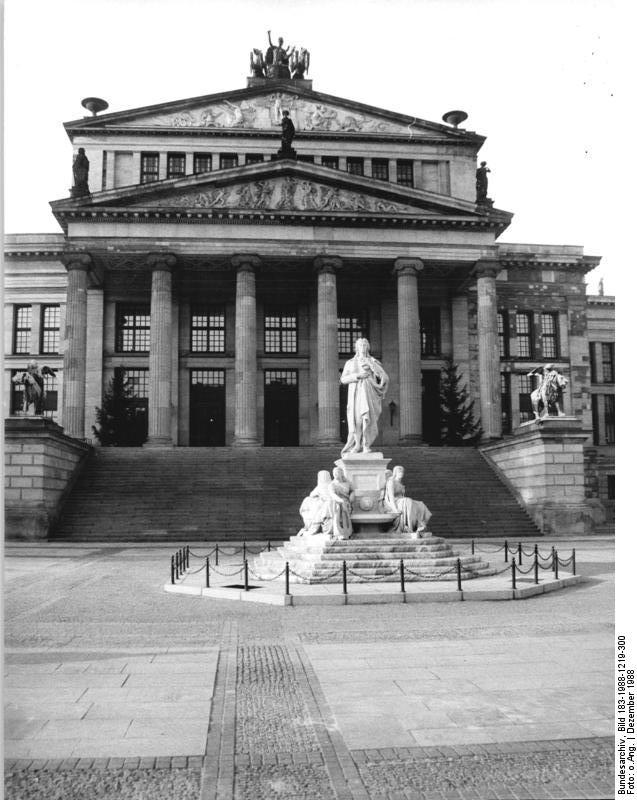
Wiedererrichtung, 1988
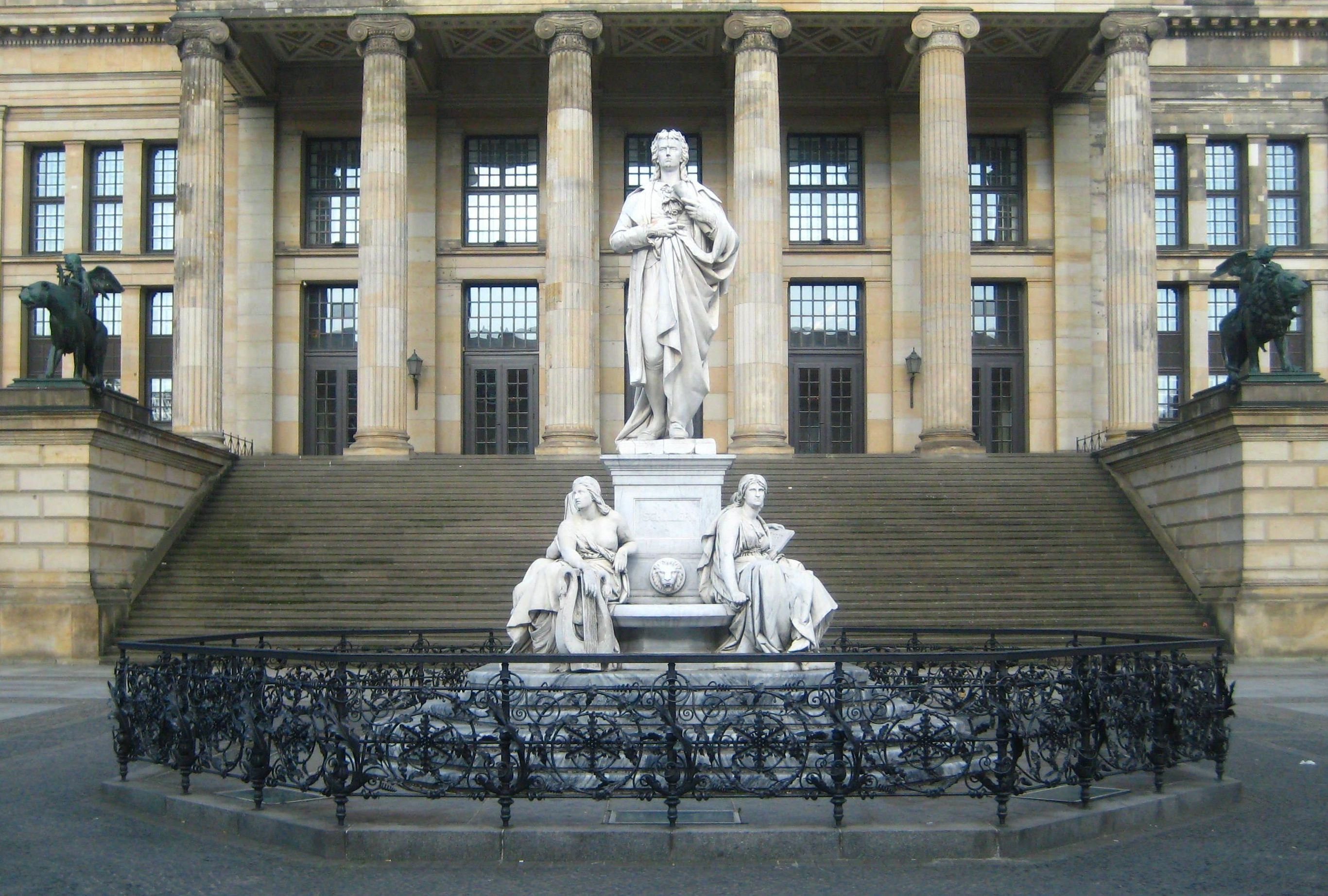
Ansicht, 2009